# Austronema spirurum
Austronema spirurum är en rundmaskart som beskrevs av Nathan Augustus Cobb 1914. Austronema spirurum ingår i släktet Austronema och familjen Monhysteridae. Inga underarter finns listade i Catalogue of Life.